# Progonia micrastis
Progonia micrastis là một loài bướm đêm trong họ Noctuidae.